# Henriette de Coligny de La Suze
Henriette de Coligny, comtesse de La Suze, född 1618, död 1673, var en fransk brevskrivare. Hon tillhör dem som har räknats till preciöserna.  
Hon författade dikter och är särskilt känd för sina elegier och sin bevarade korrespondens.